# Decret de Gracià

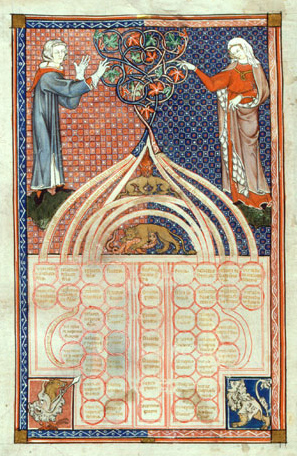
Il·luminació d'un manuscrit del s. XIII

El Decret de Gracià (en llatí Concordia discordantium canonum, «concòrdia dels cànons discordants», més conegut amb el títol de Decretum Gratiani) és una obra major de dret canònic, redactada entre 1140 i 1150, que recull més de 3800 textos : cànons dits apostòlics, textos patrístics, decretals pontifícies, decrets dels concilis, lleis romanes i franques, etc. El decret de Gracià formarà la base del Corpus juris canonici, publicat en 1582, que estarà en vigor fins a la publicació del Codi de dret canònic de 1917. Aquesta obra col·lectiva sota la tutela de Gracià no té pas, d'altra banda, la sola finalitat de juntar regles canòniques sinó sobretot de concordar-les, de conciliar-les i de fer-les doncs més coherents.

## L'autor

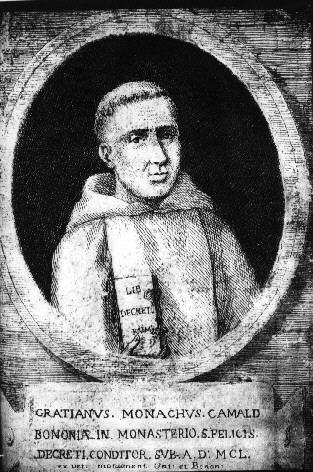
Retrat de Gracià, en un manuscrit del s. XVI

La biografia de Gracià és totalment incerta. Segons la Crònica de Martí d'Opava, va nàixer a Chiusi en Toscana. Segons una altra font, va nàixer més aviat a Carraria, prop d'Orvieto, en Umbria. El seu nom autèntic era Joan. La tradició medieval el feia germà de Pere Llombard — autor dels Quatre Llibres de Sentències, considerat llavors com al pare de la teologia medieval — i de Petrus Comestor (o Pere el Menjador) — autor de l'Historia Scholastica, considerat com al pare de la història medieval. A través d'aquest parentiu fictici, els erudits medievals subratllaven les relacions estretes que uneixen la teologia, la història i el dret canònic.
D'altra banda, ell hauria esdevingut monjo camaldulès al convent dels Sants Nabor i Félix — o benedictí — i hauria ensenyat dret al seu monestir. Segons Robert de Torigny, hauria esdevingut bisbe de Chiusi. Altres cronistes el fan conseller del papa Innocenci II (1130–1143) o llegat d'Eugeni III (1145–1153). La data de sa mort és igualment desconeguda. Hauria esdevingut probablement abans del Concili del Laterà III (1179), ja que segons certes fonts, hom hauria lamentat l'absència del Mestre, com se l'anomena llavors. S'ignora igualment el lloc de sa mort, tot i que la vila de Bolonya reivindica aquest honor, i ha edificat a Gracià un monument funerari a l'església de Sant Petroni.

## Descripció
El Decret és una col·lecció de més de 3800 textos, que reuneixen el conjunt del dret antic :
- cànons apòcrifs dels apòstols ;
- decrets dels concilis generals i particulars d'ençà del s. IV fins al Concili del Laterà II ;
- decretals dels papes, de Damas I (366–384) fins a Innocenci II (incloses les Falses decretals del pseudo-Isidor) ;
- penitencials ;
- llibres litúrgics ;
- estatuts episcopals ;
- escrits patrístics,
- lleis romanes i franques.

Gracià s'inspira en nombroses col·leccions anteriors, en particular del Decret i de la Tripartita d'Iu de Chartres (fi del s. XI) o àdhuc la Collectio canonum d'Anselm de Lucca (c. 1036–1086), però també de les Etimologies d'Isidor de Sevilla.
La data de redacció del text és incerta : ella se situa després del Laterà II però abans de la redacció del Liber Sententiarum de Pere Llombard, que integra alguns dels cànons del Decret. S'estima generalment que el Decret de Gracià data dels voltants de 1140.

### Pla de l'obra
L'obra es compon de tres parts. La primera, les Distinctiones, se divideix en 101 distincions :
- definicions (dret diví, natural, positiu i consuetudinari) ;
- una exposició sobre les diverses fonts del dret canònic : dret escrit, decrets conciliars, decretals, dret romà ;
- una exposició sobre els clergues : oficis, drets i deures, condicions d'accés ;
- una exposició sobre els bisbes.

La segona part, les Causæ, aborda els grans temes del dret canònic : la simonia, el nomenament i la recusació dels bisbes, les rendes dels clergues, l'heretgia i l'excomunió, la penitència (considerada com una interpolació), etc.
La tercera part se titula De consecratione, i tracta de la consagració de les esglésies, de la celebració de la missa, de les festes, del bateig, de la confirmació i del dejú. És la part més curta de les tres, i se considera una interpolació.

### Metodologia
Recorre a la tècnica dialèctica del sic et non elaborada per Pere Abelard. El títol, Concordantia discordantium canonum, potser triat per Gracià mateix, fa referència al mètode pres : els cànons estan agrupats per temes i l'autor els junta un comentari (el dictum) que pretén conciliar llurs diferències. Dins de la secció de les Causæ, procedeix de la mateixa manera per a cadascuna de les 36 « causes » : redacta un cert nombre de qüestions sobre un mateix problema, a les quals respon amb extractes de textos. Quan cal una interpretació o quan les fonts es contradiuen, recorre de nou als dicta.
En això, Gracià innova en molts aspectes : d'entrada, seguint en això a Abó de Fleury, barreja el seu propi comentari als textos recollits. Així mateix, recorre a un mètode d'exposició molt didàctic, immediatament utilitzable en una escola de dret. Ell reconeix, en fi, el valor relatiu de les seues diferents fonts i introdueix la noció de jurisprudència. Gracià és doncs el pare del dret canònic modern.

### Posteritat

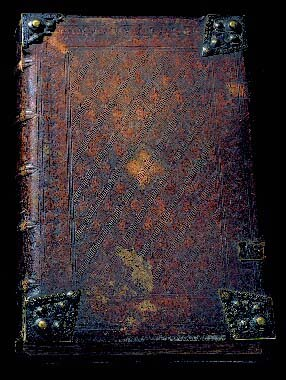
Manuscrit del s. XIII amb enquadernació del s. XV.

El Decret de Gracià fou ràpidament adoptat per les escoles de dret, començant per la de Bolonya, que llavors era la capital de l'estudi del dret canònic. Molt aviat fou glossat i interpolat, en especial amb l'ajuda d'extrets de dret romà, identificats als manuscrits com paleae — terme usualment interpretat com « la citzània » entre el bon gra triat per Gracià. Segons una tradició medieval, el Decret hauria estat aprovat pel papa Eugeni III a Ferentino. Es tracta probablement d'una llegenda pia. El Decret així revisat i corregit és l'obra canònica més important del s. XII, per la seua exhaustivitat i la seguretat de la seua anàlisi. Esdevingué el fonament del dret que seguí per huit segles, fins a 1917, data de la promulgació del Codi de dret canònic de 1917.